# Архітектура античного Причорномор'я

Базиліка в Херсонесі та ротонда

Архітектура античного Причорномор'я — найстаріші пам'ятки мурованої архітектури на території України, що сягають VIII–VII ст. до н. е., коли на узбережжі Чорного моря постають численні міста (Тира, Херсонес, Теодосія, Пантікапей, Фанагорія і інші).
Як свідчать іноземці-подорожні, ще в кінці XVIII ст. на місці цих античних міст зберігалися численні рештки античних будов із цілими оборонними мурами, будинками й храмами. Але майже все це загинуло, поруйноване й розібране в XIX ст., через недбалість російської адміністрації та розкопки російських археологів, які шукали цінні речі.
Дослідження збережених уцілілих решток античних будов вказують на те, що на початку, в VIII–VI ст. до н. е., тут переважали зразки йонійські (з Мілету і Прієни в Малій Азії), з V ст. поширилися впливи атенські, а з початком нової ери до II ст. . — гелленістичні римські. Знайдені фундаменти оборонних мурів міст (Ольбія, Пантікапей, Німфея, Ґорґіпія), житлових домів, храму Аполлона в Ольбії і різних уламків колон, капітелів тощо вказують, що в Причорномор'ї мистецтво виявляло своєрідні місцеві особливості як наслідок творчості місцевих майстрів. Особливий інтерес являють могили-усипальні IV ст. (Керч, Тамань) із склепінням, складеним із клинуватого каміння, невідомим у Греції, а лише в деяких грецьких колоніях (н-д. Олександрія).
Старохристиянські храми ранньовізантійської доби постають саме в колишніх античних містах, навіть частково з матеріалів давніх грецьких античних будівель. Але й ці будови були поруйновані, переважно в XIX ст., коли російські будівничі розбирали старохристиянські будівлі IV–VII ст, для того, щоб побудувати нові церкви в псевдовізантійському стилі.
Найбільшим осередком старохристиянського будівництва був Херсонес Таврійський, де знайдено рештки 27 храмових споруд. Найстаріші церкви IV–VII ст. були централізованого типу в формі рівнораменного хреста, а також базиліки VII–IX ст., які в свій час були поширені по всьому Сході, також округлі ротонди, V–VI ст., однонавні хрестильні каплички і посередній тип споруд між базилікою і хрещатою будовою, який пізніше наслідували українські церкви. Майже всі ці будівлі були споруджені з правильно укладеного шліфованого каменю із склепіннями в апсидах, і в деяких будівлях і в банях. Знайдені рештки й фрагменти архітектурних деталей, смальтових мозаїк, фресок і прекрасно викладених плитками долівок вказують на оригінальність архітектури.
Мистецтво будування мало тут спільні риси з будівлями Греції, Малої Азії і Кавказу, де будування розвивалися також на ґрунті античної гелленістичної культури. Добре збережена церква св. Івана в сучасній Керчі, VIII ст., ближче стоїть до згаданого вище типу змішаного типу, але з виразним поділом на три частини, з чотирма колонами посередині храму, на яких опирається склепінчаста баня. Спосіб перекриття був на тонких мармурових колонах із луками, клинами-межилучниками (пендентивами) і самою банею — свідчить про високе візантійське будівельне мистецтво. Такісамі клини-межилучники використовувалися пізніше при побудові українських церков. Інша добре збережена будова — Партенітська базиліка (монастирської церкви) св. Петра й Павла біля Гурзуфу, походить також з VIII ст., вона тринавна з нартексом і опасанням із трьох боків храму, яке було пізніше невід'ємною частиною українських дерев'яних церков. Ці дві будови, а також новіші будови Херсонесу VIII — X ст. (мал. 522 — 6) становлять оригінальний витвір тринавної будови, посередній між центричною будовою і базилікою, який поширився й закріпився на всій українській території в старокняжі часи X–XIII ст.